# World Atlas of Language Structures
World Atlas of Language Structures (WALS) (em português: Atlas Mundial de Estruturas de Idiomas) é um banco de dados de propriedades estruturais (fonológicas, gramaticais e lexicais) de idiomas reunidos a partir de materiais descritivos. Foi publicado pela Oxford University Press como um livro com CD-ROM em 2005 e foi lançado como segunda edição na Internet em abril de 2008. É mantido pelo Instituto Max Planck de Antropologia Evolucionária e pela Biblioteca Digital Max Planck. Os editores são Martin Haspelmath, Matthew S. Dryer, David Gil e Bernard Comrie.
O atlas fornece informações sobre a localização, afiliação linguística e características tipológicas básicas de um grande número de idiomas do mundo. Ele interage com os mapas do OpenStreetMap. As informações do atlas são publicadas sob a licença Creative Commons Attribution 4.0 International. Faz parte do projeto Cross-Linguistic Linked Data, hospedado pelo Instituto Max Planck de Ciência da História Humana.